# Tromodesia
Tromodesia is een geslacht van insecten uit de familie van de afvalvliegen (Heleomyzidae), die tot de orde tweevleugeligen (Diptera) behoort.

## Soorten
- T. angustifrons Kugler, 1978
- T. vibripennis Rondani, 1856